# تبدل الأحرف الساكنة في الألمانية العليا

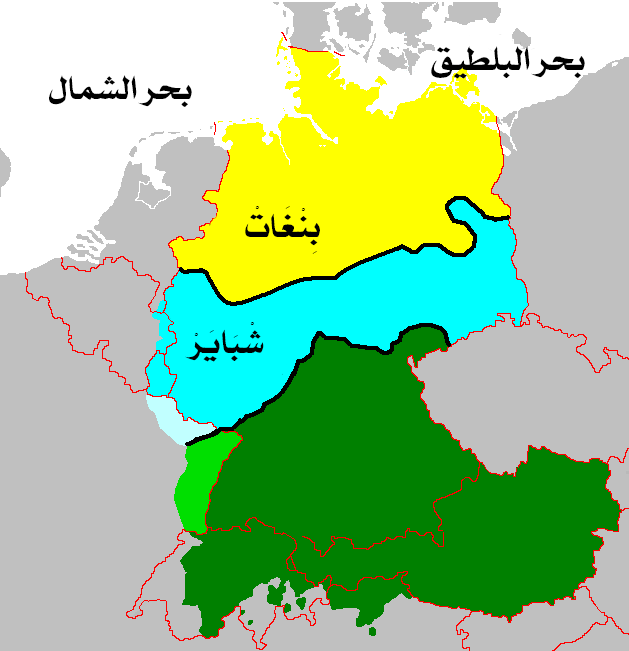
تنقسم اللغة الألمانية العليا إلى الألمانية العليا (أخضر) والألمانية الوسطى (أزرق)، وتتميز عن الألمانية الدنيا (أصفر) والهولندية.

في اللغويات التاريخية، كان تبدل الأحرف الساكنة في الألمانية العليا تطورًا صوتيًا جرى في الأجزاء الجنوبية من اللهجة الجرمانية الغربي في عدة مراحل، وربما بدأ بين القرنين الثالث والخامس الميلاديين، وتم تقريبًا قبل ظهور أول السجلات المكتوبة في اللغة الألمانية العليا في القرن التاسع الميلادي. يمكن مقارنة اللغة الناتجة وهي الألمانية العليا القديمة مع غيرها من اللغات الجرمانية الغربية القارية، والتي لم تمر بأغلبها في التحول تقريبًا، وأيضًا بالإنجليزية القديمة والتي لم تتأثر على الإطلاق.